# 한려해상국립공원
한려해상 국립공원(閑麗海上國立公園)은 전라남도 여수시와 경상남도 거제시, 남해군, 사천시, 통영시, 하동군에 걸쳐있는 남해상에 위치한 해상 국립공원이다. 한산도의 한(閑)과 여수시의 여(麗)를 따서 이름을 지었다.

## 역사 & 현황
| 위치     | 위치   | 면적       | 보호 대상 | 지정일           |
| -------- | ------ | ---------- | --------- | ---------------- |
| 전라남도 | 여수시 | 545.627km2 |           | 1968년 12월 31일 |
| 경상남도 | 거제시 | 545.627km2 |           | 1968년 12월 31일 |
| 경상남도 | 남해군 | 545.627km2 |           | 1968년 12월 31일 |
| 경상남도 | 사천시 | 545.627km2 |           | 1968년 12월 31일 |
| 경상남도 | 통영시 | 545.627km2 |           | 1968년 12월 31일 |
| 경상남도 | 하동군 | 545.627km2 |           | 1968년 12월 31일 |

## 같이 보기
- 다도해해상국립공원